# Ultimate Shaggy Collection
Ultimate Shaggy Collection é uma coletânea musical do cantor Shaggy. Este álbum que contém faixas de álbuns anteriores. Foi lançado em 23 de março de 1999.

## Faixas
1. "True Dat"
2. "Luv Me Luv Me"
3. "The Reggae Virus"
4. "That Girl"
5. "In the Summertime"
6. "Boombastic" [Sting Remix]
7. "Oh Carolina"
8. "Big Up"
9. "Nice and Lovely"
10. "Why You Treat Me So Bad"
11. "Hot Gal"
12. "Piece of My Heart"
13. "Train Is Coming"
14. "Something Different" [Hip Hop Remix]
15. "Perfect Song"
16. "Think Ah So It Go"